# Tour de la province de Valence
Le Tour de la province de Valence (en catalan : Volta a la Província de València) est une course cycliste par étapes espagnole disputée dans la province de Valence, en Communauté valencienne. Créée en 2011, elle est réservée aux coureurs amateurs.

## Palmarès
| Année | Vainqueur        | Deuxième            | Troisième          |
| ----- | ---------------- | ------------------- | ------------------ |
| 2011  | José Belda       | Gastón Agüero       | Oriol Colomé       |
| 2012  | Carlos Oyarzún   | Víctor Martín       | Sebastián Tamayo   |
| 2013  | Iván Martínez    | Jordi Simón         | Higinio Fernández  |
| 2014  | Israel Nuño      | Steven Calderón     | Piotr Havik        |
| 2015  | Martijn Budding  | Mikel Iturria       | Joris Nieuwenhuis  |
| 2016  | Nícolas Sessler  | Sergio Román Martín | Takeaki Amezawa    |
| 2017  | Erlend Sor       | Alexander Grigoriev | Sergio Samitier    |
| 2018  | Savva Novikov    | José Félix Parra    | Antonio Jesús Soto |
| 2019  | Simon Carr       | Carlos Rodríguez    | Adrià Moreno       |
| 2020  | Mauricio Moreira | Lev Gonov           | Raúl García Pierna |
| 2021  | Benjamín Prades  | Mikel Retegi        | Erik Martorell     |
| 2022  | Pablo Carrascosa | Haimar Etxeberria   | Francisco Peñuela  |
| 2023  | Adrien Maire     | Edgar Curto         | Carlos Gutiérrez   |
| 2024  | Hugo de la Calle | Gerard Ledesma      | Víctor Castellano  |